# Wigger I di Zeitz
Wigger I di Zeitz (... – 981) fu margravio di Zeitz dal 965 alla morte.

## Biografia
Egli fu il progenitore di una serie di conti che governarono dal castello di Bilstein da lui fondato, situato ad ovest di Albungen (oggi parte di Eschwege) fino a Werra. I conti di Bilstein giocarono un ruolo di spicco in Turingia dal 967 al 1301 e furono la dinastia più influente e potente dopo gli Ekkehardinger e i Weimar-Orlamünde. 
Wigger fu probabilmente il secondo figlio di Sigfrido, conte di Merseburg, e quindi nipote di Gero I il Grande. Alla morte di suo zio nel 965 gli fu concessa la neonata marca di Zeitz, tratta dalla marca Geronis. Per un certo periodo fu anche margravio di Merseburgo e forse anche della marca di Meißen. Aveva vaste terre - Langensalza, Mühlhausen, Schlotheim, Frieda, Dornburg an der Saale ed Eschwege - e autorità comitale a Eichsfeld e nella metà Werra. Era conte del Germarmark (ad est di Mühlhausen), Weitagau e Ducharingau (area di Zeitz e Naumburg). Era anche l'avvocato (vogt) della diocesi di Zeitz. 
Fu un fedele seguace degli ottoniani. Partecipò alle loro guerre contro i popoli slavi ad est divenne conte nel Plisnagau e nel Puonzowagau. Lui e suo fratello Dedi fondarono il convento di Drübeck vicino a Wernigerode. Nel 981 Wigger diede i suoi diritti di proprietà sul convento a Ottone II. 
Wigger morì nel 981 e gli succedette nel Germarmark e nel Watergau suo figlio Wigger II. La sua marca invece venne conferita a Günther di Merseburg, mentre la restante parte dei suoi averi andò a Eccardo I di Meißen. 